# Maszyna różnicowa

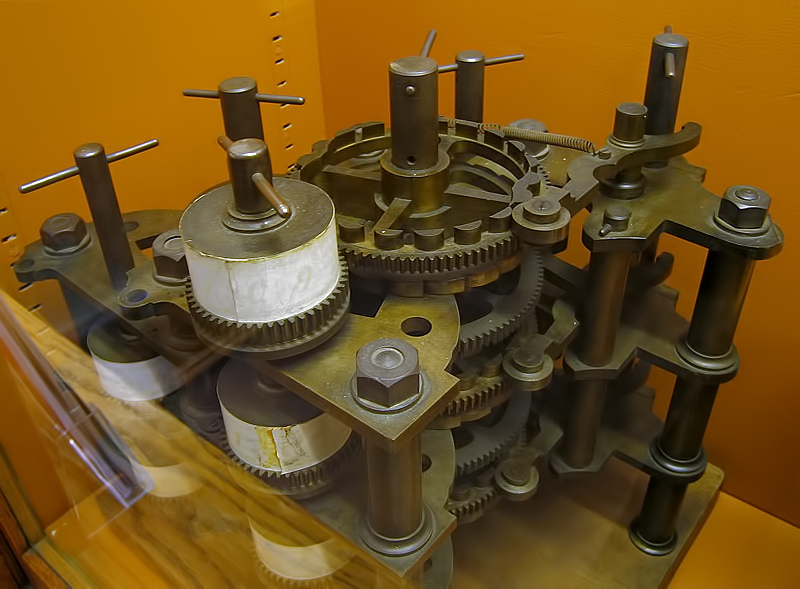
Maszyna różnicowa Babbage’a

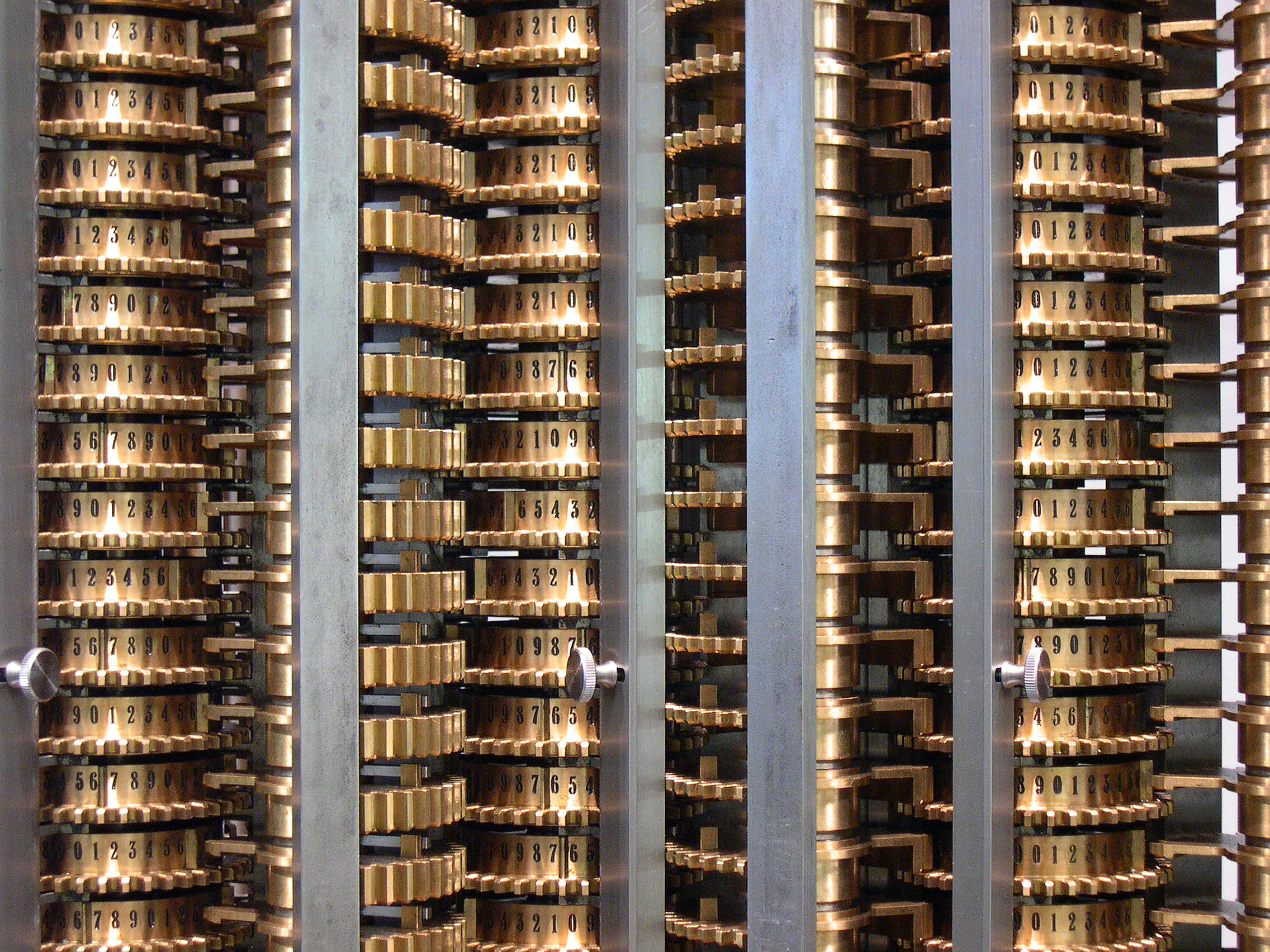
Maszyna różnicowa Babbage’a zbudowana przez zespół z Londyńskiego Muzeum Nauki

Maszyna różnicowa – mechaniczne, automatyczne urządzenie, służące do tworzenia tablic matematycznych dla funkcji wielomianowych wykorzystując metodę różnic skończonych. Pierwsza publiczna pisemna wzmianka o takim urządzeniu sięga 1786 roku, w którym to Johann Helfrich Müller opisuje swój pomysł na maszynę obliczającą metodą różnic. Pierwszy (udokumentowany) model został zbudowany w 1822 przez angielskiego matematyka i wynalazcę, Charlesa Babbage. W związku ze złożonością projektu, oraz zbyt dużymi wymaganiami finansowymi, konstrukcja ta nie została w pełni zrealizowana za życia jej twórcy. Dopiero osiągnięcie w XX wieku dostatecznie zaawansowanego postępu technologicznego pozwoliło na praktyczne zrealizowanie i potwierdzenie pomysłu Babbage’a. Rozwinięciem idei maszyny różnicowej była zaproponowana przez Charlesa Babbage’a maszyna analityczna będąca mechanicznym odpowiednikiem współczesnych komputerów.

## Oryginalna maszyna
Około 1819 roku Babbage rozpoczął prace nad zbudowaniem maszyny różnicowej. W tym czasie tablice matematyczne (tablice logarytmiczne, astronomiczne, funkcji trygonometrycznych i inne) były tworzone ręcznie przez obliczeniowców, wykonujących swoje obliczenia własnoręcznie lub z pomocą kalkulatorów mechanicznych.
W 1822 zaprezentowany został prototyp maszyny (maszyna różnicowa 0), który automatycznie wyliczałaby takie tablice. W 1832 roku powstał kolejny model maszyny różnicowej nr 1, obliczający wielomiany do stopnia 2 z dokładnością do 6 cyfr (projekt przewidywał do 6 stopni i 20 cyfr). Według projektu cała maszyna miała składać się z 25 000 części i ważyłaby 15 ton. Dalsze prace zostały zawieszone w 1833, a Babbage rozpoczął prace nad projektem bardziej zaawansowanej maszyny, którą nazwał maszyną analityczną. Nabyte w niej doświadczenie wykorzystał w 1847-1849 przy tworzeniu projektu maszyny różnicowej nr 2, która składała by się już tylko z 8000 części i ważyłaby 5 ton, obliczając wielomiany do 7 stopnia z dokładnością do 31 cyfr.

## Maszyny innych autorów
Edward i George Scheutz:
- prototypowy model: w 1840 roku zbudowano część obliczeniową, obliczającą wielomiany do 1 stopnia z dokładnością do 5 cyfr, którą rozszerzono do 3 stopnia w 1842. Model został ukończony, po dodaniu części drukującej, w 1843
- produkcja: konstrukcję rozpoczęto w 1851 roku, ukończono w 1853. Obliczała wielomiany do 4 stopnia i do 15 cyfr. Została zademonstrowana na paryskiej wystawie światowej w 1855, sprzedana w 1856 do obserwatorium astronomicznego Dudley Observatory w Albany (dostarczona w 1857)[15]. Drugą maszynę zakupił londyński Urząd Stanu Cywilnego (Register Office)[13][16] w 1857 (zbudowana w 1859)[17]. Ważyła ok. 10 cetnarów angielskich (510 kg)[15].

Martin Wiberg - maszyna powstała w ok. 1859 roku, ulepszona konstrukcja maszyny Scheutza (mniejsza, takie same parametry). Używana do wydrukowania tablic odsetek (1860) i logarytmów (1875).
Alfred Deacon w ok. 1860 roku stworzył małą maszynę różnicową (3 stopień, 20 cyfr).
George B. Grant - prototyp wykonano w ok. 1871 roku. Pełne urządzenie powstało w 1876, tuż przed Wystawą Stulecia (Centennial Exhibition) w Filadelfii, na której zostało zaprezentowane. Maszyna ważyła ok. 2000 funtów (910 kg).
Christel Hamann w 1909 skonstruował maszynę różnicową (2 stopień, 16 cyfr) na potrzeby publikacji tablic logarytmiczno-trygonometrycznych, opublikowanych w dwóch tomach w 1910 i 1911. Ważyła ok. 40 kg.
Burroughs w ok. 1912 zbudowało urządzenie dla Nautical Almanac Office (NAO), które było używane jako maszyna różnicowa 2 stopnia. W 1929 NAO zakupiło model Class 11 do tego samego celu.
Alexander John Thompson około 1927 roku zbudował maszynę integrującą i różnicującą (integrating and differencing machine), która składała się z 4 zmodyfikowanych kalkulatorów Triumphator. Mogła obliczać wielomiany do 5 stopnia z dokładnością do 13 cyfr.
Leslie J. Comrie opisał w 1928 roku jak użyć kalkulatora Brunsviga-Dupla (1927-1930) do obliczeń różnicowych 2 stopnia z dokładnością do 15 cyfr. W 1931 zauważył, że maszyna do księgowania National/Ellis Class 3000 może być użyta jako maszyna różnicowa do 6 stopnia.

## Współczesne modele maszyny różnicowej nr 2
Po 142 latach od ukończenia planów maszyny różnicowej nr 2 (1849) przez Babbage’a, 6 osobowy zespół naukowców z Londyńskiego Muzeum Nauki w 1985 roku podjął się próby jej zbudowania. Sekcja obliczeniowa została ukończona i przeprowadziła swoje pierwsze obliczenia w 1991, tuż przed 200 rocznicą urodzin Babbage’a. W 1999 rozpoczęto budowę sekcji drukującej, ukończonej w 2002.
Przy budowaniu repliki używano precyzji wykonania zbliżonej do poziomu osiągalnego dla Babbage’a. Ostateczna maszyna składała się z 8000 elementów (równo podzielonych na kalkulator i drukarkę), ważyła ok. 5 ton amerykańskich (4,5 t) oraz miała ok. 7 stóp (2,1 m) wysokości, 11 stóp (3,4 m) szerokości i 18 cali (46 cm) głębokości w najwęższym miejscu. W replice wprowadzono kilka zmian ułatwiających testowanie podzespołów podczas jej budowy: dodano przekładnię do korby napędzającej, redukującą siłę w stosunku 1:4, dodano sprzęgło pozwalające na odłączenie drukarki od kalkulatora oraz korbę do napędzania drukarki po jej odłączeniu.
Maszynę w działaniu można zobaczyć w Londyńskim Muzeum Nauki.
Drugi egzemplarz maszyny różnicowej został ukończony w 2008 i był wystawiany przez Computer History Museum w latach 2008-2016. Następnie replika została przeniesiona na korytarz laboratorium prywatnej firmy Intellectual Ventures.